# Carlos Navarro Montoya
Carlos Fernando Navarro Montoya, né le 26 février 1966 à Medellín (Colombie), est un footballeur international colombien, naturalisé argentin et reconverti comme entraineur.
Au cours de ses 25 ans de carrière professionnelle, Navarro Montoya évolue en Argentine, et notamment huit saisons à Boca Juniors, en Colombie, en Espagne, au Chili, au Brésil et en Uruguay, pour un total de 752 matchs officiels.

## Carrière
Surnommé El Mono en français : « le singe » Argentine, Montoya commence sa carrière dans son pays d'adoption dès l'âge de 18 ans. Il est très tôt sélectionné en équipe nationale de Colombie, pour laquelle il dispute trois matchs en 1985. 
Il est prêté une saison à l'Independiente de Santa Fe, dans son pays natal, avant de rejoindre Boca Juniors en 1988, où il va manquer peu de matchs en… huit saisons. Il dispute un record de 180 matchs consécutifs sous le maillot bleu et or et fixe le record d’invincibilité d'un gardien de but boquense à 824 minutes. Il remporte cinq titres, dont la Supercopa Sudamericana en 1989 et le championnat d'Argentine en 1992. En 1994, il est nommé joueur de l’année en Argentine. Il est naturalisé argentin et demande à pouvoir être sélectionné en équipe nationale argentine, ce que la FIFA refuse.
Après 396 matchs officiels, Navarro Montoya signe en janvier 1997 au CF Extremadura, en championnat d'Espagne. Il ne peut empêcher la relégation après ses premiers mois au club, et rejoint le CP Mérida puis le CD Tenerife, avec lesquels il connaît également des relégations de première division (respectivement en 1998 et 1999). 
Après une saison en deuxième division espagnole, il réalise un bref passage au Chili, au Deportes Concepción, puis retourne en Argentine, à Chacarita Juniors, Independiente puis Gimnasia La Plata, pendant un total de cinq saisons. Il fait alors une pige à l'Atlético Paranaense au Brésil puis revient en Argentine. En juillet 2009, alors qu'il termine un contrat avec le Tacuarembó FC en Uruguay, il annonce sa retraite sportive à 43 ans.